# Парк Вольно
Парк Вольно (бел. Парк Вольна) — парк в юго-восточной части агрогородка Вольно Барановичского района Брестской области Белоруссии.
2 августа 2016 года Постановлением Совета Министров Республики Беларусь парку присвоен статус историко-культурной ценности регионального значения.

## История участка
Согласно инвентарю 1571 года, на месте нынешнего парка находилась усадьба Вольно, принадлежащая роду Ходкевичей. Она включала двор (четыре жилые дома, две пивницы, конюшня на двадцать лошадей, несколько свиранов), дворок, гумно и обору, баню, пекарню, бровар, два сада, три водяные мельницы и рыбные пруды. Позднее имение принадлежало Софии Слуцкой, а затем Остафию Воловичу. В XVII веке в Вольно возводится дворцово-парковый ансамбль.
В XVII веке окрестности Вольно принадлежали роду Каминских. После стольника новогрудского Крыштофа Каминского владельцем усадьбы был его сын Самуил и внук Юзофат, который и продал его в 1711 году за двадцать тысяч злотых вместе с другими имениями и землями. От Каминских имение перешло к семье Домасловских.
В 1771 году имение было приобретено Яном Слизнем. С 1831 года владельцем Вольно являлся его сын Рафаил, а после его смерти — Генрих. После Генриха имение принадлежало его племяннику Вальдемару Слизню, а последней владелицей Вольно стала его дочь Иза Слизень.

### Усадьба
Усадьба находилась в пойме извилистой реки Змейка, представляющей собой частично замкнутую котловину. На реке была сформирована водная система из прудов.

### Дворец
Дворец в парке из лиственницы, одноэтажный, прямоугольный, был заложен в XVII веке Каминским в стиле модерн, а в первой половине XIX века перестроен Слизнями в неоготическом стиле. Были добавлены два примыкающих к дворцу крыла. Дом имел вид усложнённого сооружения с жилыми комнатами, салонами и библиотекой. Оформлением интерьера выделялась столовая, занимавшая часть дома между башнями с северной стороны. Стены дворца украшали живописные полотна Юлиуша Коссака, Юлиана Фалата, Генриха Семирадского, Ильи Репина. Перед домом с южной стороны располагался большой партер с традиционным подъездным кругом. Дворец был разрушен после Великой Отечественной войны. В настоящее время на его месте располагается здание клуба. Частично уцелела официна, одноэтажное каменное здание с несимметричными гранёными эркерами на фасадах. Партер утрачен при перестройке территории, связанной с сооружением обелиска.

## Нынешнее состояние
Парк расположен на неровной местности с высотами, варьирующимися от 180 до 186 метров над уровнем моря. Въездная парковая аллея короткая и состоит из липы сердцевидной. По направлению к центру парка расположена кленовая аллея. Здесь же лежит большой камень, на котором высечена дата «1867».
Скорее всего, это указывает на предполагаемый год перепланировки парка Слизнями.
Весь усадебно-парковый комплекс со всех сторон окружен частной и хозяйственной застройкой, что отражается на его экологическом состоянии.

## Биологическое разнообразие
В парке зафиксировано 33 вида растений, из них 16 травянистых растений и 17 деревьев и кустарников. Кроме того, здесь обитают 107 видов животных, из них 83 вида беспозвоночных и 24 вида позвоночных.

### Флора

#### Древесные и кустарниковые растения
- Голосеменные: Ель европейская, Лиственница европейская, Сосна обыкновенная;
- Покрытосеменные: Бузина чёрная, Граб обыкновенный, Дуб черешчатый, Ива ломкая, Клён остролистный, Конский каштан обыкновенный, Лещина обыкновенная, Липа сердцевидная, Пузыреплодник, Роза морщинистая, Рябина обыкновенная, Спирея иволистная, Черёмуха обыкновенная, Ясень обыкновенный.

#### Травянистые растения
- Покрытосеменные: Аистник обыкновенный, Ежа сборная, Звездчатка средняя, Икотник серый, Клевер луговой, Мятлик однолетний, Мятлик узколистный, Одуванчик лекарственный, Подорожник ланцетолистный, Подорожник средний, Пырей ползучий, Репейник паутинистый, Смолёвка обыкновенная, Тмин обыкновенный, Торилис японский, Тысячелистник обыкновенный.

### Фауна
Членистоногие
- Пауки: земляной паук, крестовик обыкновенный.
- Костянки: костянка обыкновенная.
- Кивсяки: кивсяк.
- Стрекозы: четырёхпятнистая стрекоза.
- Прямокрылые: кобылка бурая, травянка краснозадая.
- Равнокрылые: цикадка зелёная.
- Полужесткокрылые: anthocoris[англ.], charagochilus gyllenhalii, eysarcoris aeneus, halticus apterus, nabis flavomarginatus[англ.], nabis limbatus[англ.], orius[англ.], orthops basalis[англ.], plagiognathus arbustorum[англ.], rhopalus[англ.], stenotus binotatus[англ.], клоп-солдатик, клоп щавелевый, черепашки, щитник линейчатый.
- Жесткокрылые: adrastus nitidulus, amara familiaris[англ.], amischa analis, apion fulvipes, atheta fungi, blabicentrus tomentosus[англ.], byturus ochraceus[англ.], calathus micropterus[англ.], cortinicara gibbosa, cyphon padi, eusphalerum minutum[англ.], glischrochilus grandis, lathrobium brunnipes[англ.], oxypoda lividipennis, pterostichus niger[англ.], pterostichus oblongopunctatus[англ.], pterostichus strenuus[англ.], sepedophilus marshami[нем.], staphylinus erythropterus[англ.], tachyporus chrysomelinus, tachinus laticollis, tachyporus pallidus, uloma culinaris[англ.], xantholinus tricolor[швед.], бронзовка металлическая, двухточечная коровка, жужелица решётчатая (в Красной книге Белоруссии), жужелица садовая, лейстус рыжеватый, листоед гладкий, малый неполнокрыл, мохнатка обыкновенная, мягкотелка красноногая, нехрущ обыкновенный, прыгун льняной чёрный, рапсовый цветоед, семиточечная коровка, четырнадцатипятнистая коровка, четырнадцатиточечная коровка, хрущик садовый, щелкун блестящий, щелкун окаймлённый, щелкун серый, щитоноска свекловичная, яблонный цветоед.
- Чешуекрылые: адмирал, брюквенница, глазок цветочный, крапивница, многоцветница l-белое, павлиний глаз, репница, сенница памфил.
- Перепончатокрылые: муравей земляной жёлтый, оса обыкновенная, пчела медоносная.
- Двукрылые: комар обыкновенный, кулекс, муха домашняя, муха серая мясная.

Хордовые
- Бесхвостые земноводные: жаба серая, лягушка травяная.
- Птицы: белая трясогузка, воробей полевой, воронок, галка, зелёная пересмешка, зяблик, крапивник, обыкновенная зеленушка, обыкновенный дубонос, пеночка-теньковка, рябинник, серая славка, синица большая, скворец обыкновенный, черноголовый щегол.
- Совообразные: серая неясыть.
- Голубеобразные: вяхирь, кольчатая горлица, сизый голубь.
- Насекомоядные: восточноевропейский ёж, крот обыкновенный.
- Грызуны: Мышь домовая.